# Nizozemský zlatý věk

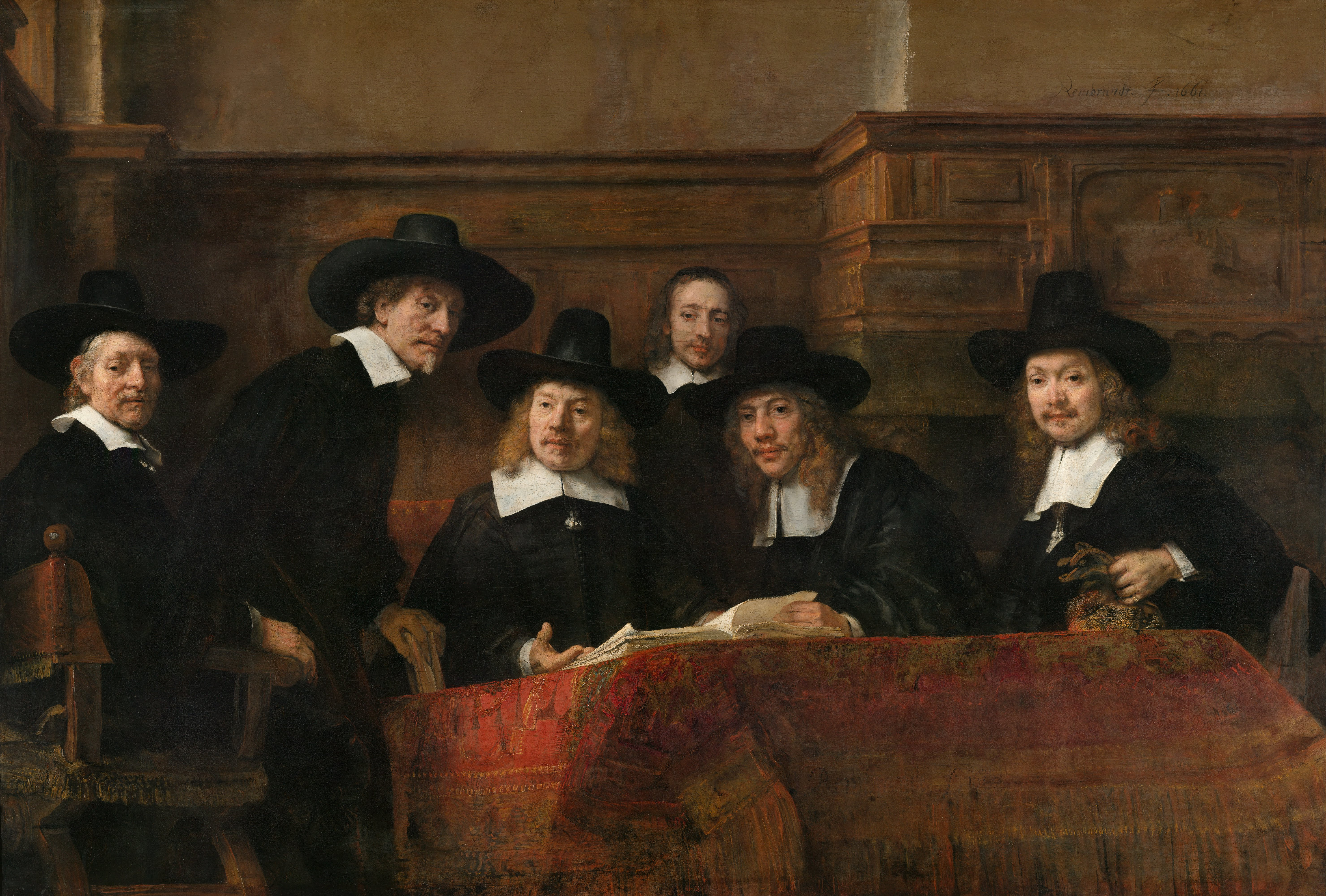
Dozorci cechu amsterdamských soukeníků na obraze Rembrandta van Rijna

Nizozemský zlatý věk (nizozemsky: Gouden Eeuw) je časté označení rozkvětu nizozemského státu po nizozemské revoluci. Zlatý věk je obvykle vymezovaný lety 1588 až 1672 a je charakterizován masivním růstem obchodu, rozvojem vědy a umění a globálním geopolitickým a koloniálním vlivem nizozemského státu. 17. století je díky němu někdy nazýváno "Nizozemským stoletím".

Rok 1672, který bývá považován za symbolický konec zlaté éry, je v Nizozemsku často označován jako Rampjaar (rok neštěstí). Nizozemsko tehdy zahájilo válku s Francií, která zemi částečně okupovala, a zároveň Francii podpořili Angličané námořní blokádou, čímž začala třetí anglo-nizozemská válka. Ač Francouzi nedosáhli plného vítězství a Angličané třetí válku dokonce prohráli, Nizozemsko bylo zásadně oslabeno a došlo také k vnitřní politické proměně, kdy byly upozaděny republikánské síly a k moci se dostali monarchičtí a konzervativní oranžisté. Po čtvrté anglo-nizozemské válce (1780–1784) už bylo jasné, že Nizozemsko ztratilo kontrolu nad námořním obchodem, zejména na úkor Británie, a stává se spíše středně významnou evropskou zemí. Tím ztratilo i svůj vliv kulturní.

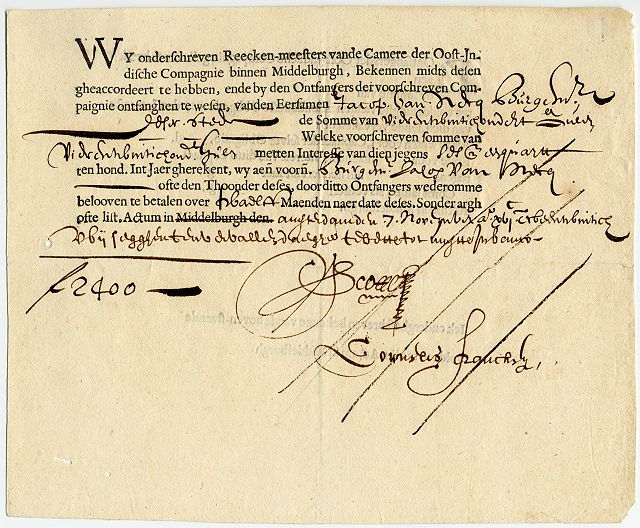
Akcie Sjednocené východoindické společnosti z roku 1623

Obchodní síla Nizozemska byla na svém vrcholu mimořádná: obchodníci této relativně malé země zajišťovali během zlaté éry přibližně polovinu světového obchodu. Za klíčový předěl bývá označováno založení amsterdamské burzy cenných papírů roku 1631 (první na světě), která pak umožnila úplně nové financování obchodních a koloniálních projektů. Inovativní bylo i nizozemské bankovnictví - Amsterdamská banka (založená 1609) je někdy označována za první moderní banku a první faktickou centrální banku. Podle některých interpretací se právě v nizozemském zlatém věku zrodil kapitalismus.
Někteří badatelé připisují sklon ke vzniku dynamické obchodnické společnosti protestantismu, respektive kalvinismu, který se v Nizozemsku uchytil jako v jedné z prvních zemí. Hovoří o protestantské etice založené na práci, aktivitě a střídmosti. Jiní autoři zdůrazňují třídní dispozici Nizozemí: Pozemková šlechta zde měla relativně malý význam, protože většinou žila v méně rozvinutých vnitrozemských provinciích, kdežto městská kupecká třída se koncentrovala na pobřeží, díky čemuž ovládla námořní obchod a nakonec celou společnost. Zdůrazňovaná je i role vzdělání a univerzit (zejména té v Leidenu, založené roku 1575): univerzitní vzdělání se prvně stalo podmínkou k zisku veřejné funkce. Zbohatnutí státu umožnilo také sociální smír - dělníci byli placeni lépe než ve většině Evropy a zemědělci mohli uplatnit přebytky v námořním obchodě. Tato vnitřní stabilita dále posilovala důvěru v obchod a řád. Podle některých badatelů stabilitu nizozemské společnosti posilovala silnější role žen než ve zbytku Evropy - vdovy mohly zdědit majetek, manželky měly kontrolu nad manželovou závětí a ženy obecně mohly více udržovat kontrolu nad svými financemi. Za klíčový akcelerátor nizozemského společenského vývoje v 17. století mnozí považují svobodu myšlení a svobodu obecně.

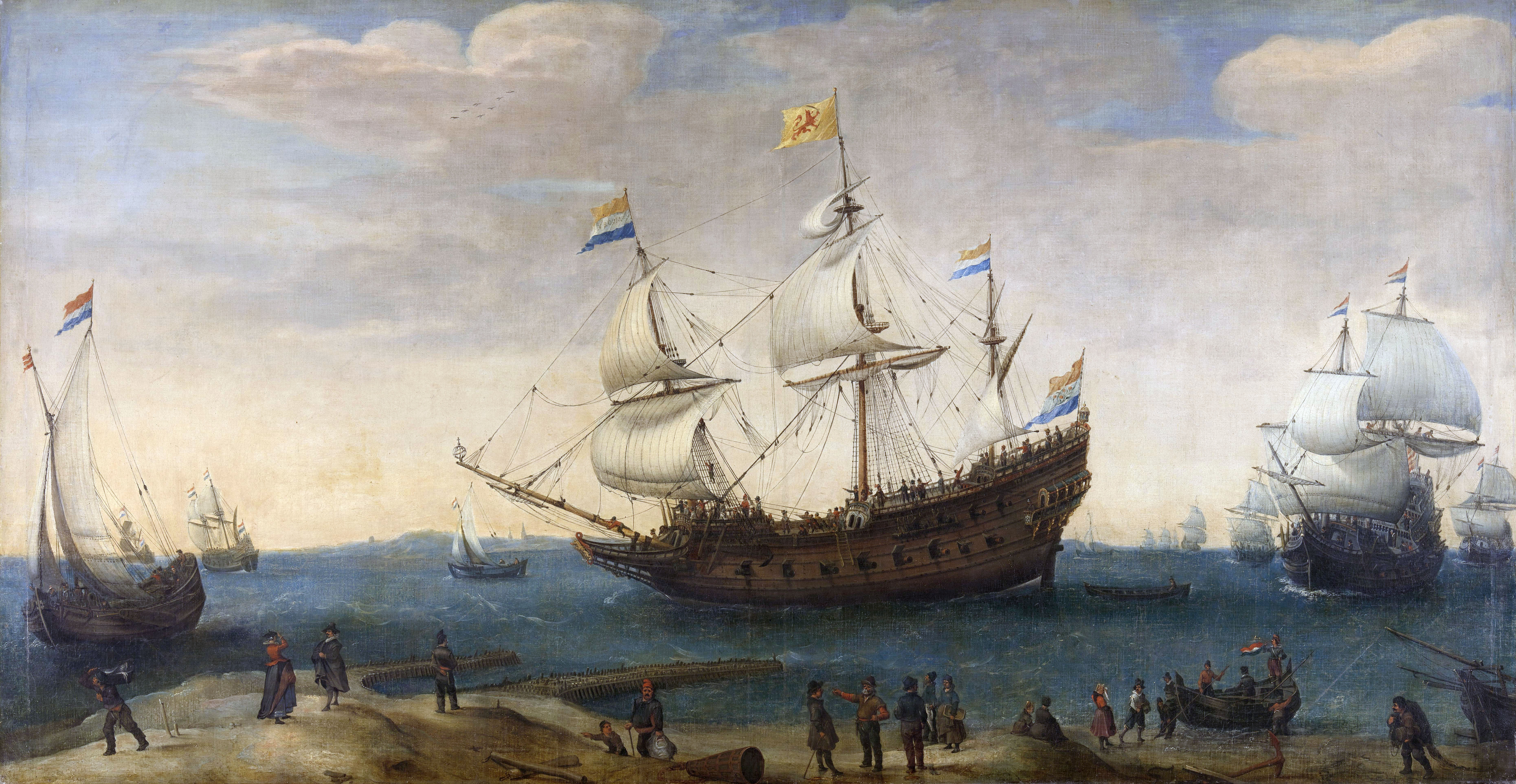
Nizozemská loď na obraze Hendricka Cornelisze Vrooma

V oblasti mezinárodněpolitické byl zlatý věk provázen expanzí Nizozemské koloniální říše, jež souvisela s tím, že se Nizozemsko stalo hlavní námořní mocností světa. Klíčovou roli v expanzi hrály Sjednocená východoindická společnost (největší obchodní společnost 17. století) a Nizozemská západoindická společnost. K objevitelům a námořníkům v nizozemských službách patřili Willem Barents, Willem Janszoon, Henry Hudson nebo Abel Tasman. Některá objevená území - jako například Austrálie - se součástí nizozemské koloniální moci nestávala, v jiných naopak Nizozemci důsledně prosazovali své zájmy (zejm. Nizozemská východní Indie - dnešní Indonésie, Nizozemská Guyana, Nizozemská Brazílie, Kapská kolonie - dnešní Jihoafrická republika), díky čemuž získali načas monopol na obchod s exotickými komoditami (koření, drahé látky a dřeva, některé plodiny) a na obchod s veškerým japonským zbožím. Ekonomičtí historikové ovšem upozornili na to, že role obchodu s koloniemi bývá přeceňována - většina bohatství Nizozemska zlatého věku pramenila z jeho obchodu s pobaltskými státy a Polsko-litevskou unií, kde nizozemští obchodníci nakupovali obrovské množství obilí a dřeva, hromadili jej v Amsterdamu, a mohli tak regulovat světový obchod s potravinami a klíčovými surovinami. Této páteři nizozemského obchodu někdy Holanďané říkali "mateřský obchod" (Moedernegotie).

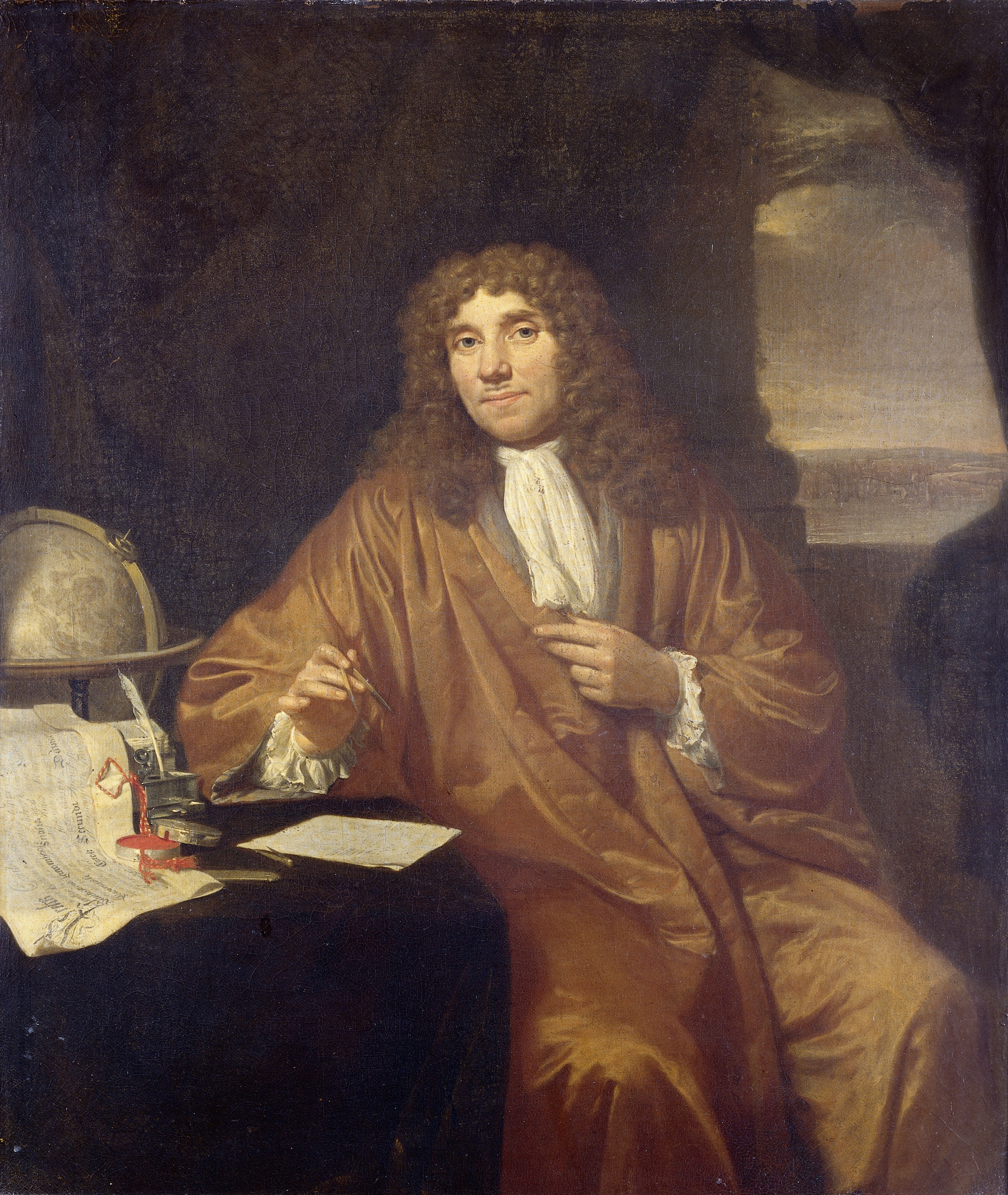
Antoni van Leeuwenhoek

Mimořádný byl rozkvět v oblasti umění, a to zejména výtvarného, kde se proto uchytil pojem Zlatý věk nizozemského malířství. Nejznámějšími jeho představiteli jsou Rembrandt van Rijn a Jan Vermeer. Nizozemské malířství té doby přineslo mnoho novinek do evropského umění - především nové žánry, jako bylo zátiší nebo výjevy z každodenního života. Nizozemsko se stalo i epicentrem vědy. Přicházeli do něj učenci z celé Evropy, často ti protestantští, kteří čelili v mateřských zemích útlaku (Jan Amos Komenský, René Descartes, Pierre Bayle), ale objevili se i velcí myslitelé místní (Baruch Spinoza, Hugo Grotius). Bertrand Russell ve svých Dějinách západní filozofie (1945) poznamenal: „Nelze přecenit význam Holandska v 17. století jako jediné země, kde byla svoboda spekulací. Hobbes si tam musel nechat tisknout své knihy; Locke se tam uchýlil během pěti nejhorších let reakce v Anglii; Bayle shledal, že je nutné tam žít; a Spinoza by stěží směl vykonávat svou práci v jakékoli jiné zemi." Důležitým rysem ale bylo, že se nerozvíjela jen tradiční filozofie, ale kalvínsko-měšťanský důraz na praktičnost otevřel dveře přírodním vědám a jejich rozvoji: Christiaan Huygens vynalezl kyvadlové hodiny, což byl velký krok vpřed k přesnému měření času, Antoni van Leeuwenhoek zdokonalil broušení čoček tak, že mohl pozorovat bakterie a položil základy mikrobiologie atp. V Nizozemsku se věda také prvně systematicky propojila s obchodem a správou státu, výzkumy Jana Leeghwatera tak umožnily zemi ohrožované nízkou polohou ovládnout moře za pomoci systému bariér, vysušování a poldrů.
V éře politické korektnosti začal být pojem „nizozemský zlatý věk“ kritizován jako nevhodný proto, že část nizozemského rozkvětu souvisela s otrokářstvím a koloniálním útlakem. Z těchto důvodů ho například přestalo v roce 2019 používat Amsterdamské muzeum.